# Labidiosticta vallisi
Labidiosticta vallisi – gatunek ważki z rodziny Isostictidae; jedyny przedstawiciel rodzaju Labidiosticta. Endemit północno-wschodniej i wschodniej Australii; występuje we wschodniej części stanu Queensland, jedno stwierdzenie pochodzi z półwyspu Jork na północy tego stanu.